# Music from The Elder
Music from The Elder nebo také Music from „The Elder“ je deváté studiové album americké hard rockové skupiny Kiss. Jedná se o konceptuální album, které je, pro skupinu Kiss, netradiční svým žánrem. Skupina Kiss se na tomto albu přeorientovala k art rocku a progresivnímu rocku. Autorem několika textů je i Lou Reed, který na albu na žádný nástroj nehraje. Původně mělo album být soundtrack k filmu The Elder, k jehož realizaci nikdy nedošlo.

## Seznam skladeb
| Mezinárodní vydání | Mezinárodní vydání                      | Mezinárodní vydání                     | Mezinárodní vydání | Mezinárodní vydání |
| Pořadí             | Název                                   | Autor                                  | Hlavní zpěvák      | Délka              |
| ------------------ | --------------------------------------- | -------------------------------------- | ------------------ | ------------------ |
| 1.                 | Fanfare (instrumentální)                | Paul Stanley, Bob Ezrin                | Instrumental       | 1:22               |
| 2.                 | Just a Boy                              | Stanley / Ezrin                        | Stanley            | 2:37               |
| 3.                 | Odyssey                                 | Powers                                 | Stanley            | 5:49               |
| 4.                 | Only You                                | Gene Simmons                           | Simmons / Stanley  | 4:17               |
| 5.                 | Under the Rose                          | Simmons, Eric Carr                     | Simmons            | 4:52               |
| 6.                 | Dark Light                              | Ace Frehley / Simmons / Fig / Lou Reed | Frehley            | 4:16               |
| 7.                 | A World Without Heroes                  | Stanley / Simmons / Ezrin / Reed       | Simmons            | 2:39               |
| 8.                 | The Oath                                | Stanley / Ezrin / Powers               | Stanley            | 4:33               |
| 9.                 | Mr. Blackwell                           | Simmons / Reed                         | Simmons            | 4:53               |
| 10.                | Escape from the Island (instrumentální) | Frehley / Carr / Ezrin                 | Instrumental       | 2:51               |
| 11.                | I                                       | Simmons / Ezrin                        | Stanley / Simmons  | 5:04               |
| Celková délka:     | Celková délka:                          | Celková délka:                         | Celková délka:     | 42:46              |

## Sestava

### Kiss
- Paul Stanley - rytmická kytara, zpěv
- Gene Simmons - basová kytara, zpěv
- Ace Frehley - sólová kytara, zpěv
- Eric Carr - bicí, perkuse, doprovodný zpěv

### Ostatní
- Bob Ezrin - klávesy, basová kytara
- Allan Schwartzberg - bicí
- Anton Fig - bicí

## Umístění
| Hitparáda(1981) | Umístění |
| --------------- | -------- |
| Austrálie       | 11       |
| Rakousko        | 12       |
| Holandsko       | 39       |
| Německo         | 10       |
| Itálie          | 23       |
| Norsko          | 7        |
| Švédsko         | 19       |
| Švýcarsko       | 5        |
| UK              | 51       |
| USA             | 75       |

| Rok  | Singl                    | Hitparáda   | Umístění |
| ---- | ------------------------ | ----------- | -------- |
| 1982 | "A World Without Heroes" | Pop Singles | 56       |

| Rok  | Singl                    | Hitparáda   | Umístění |
| ---- | ------------------------ | ----------- | -------- |
| 1981 | "A World Without Heroes" | Pop Singles | 56       |

| Rok  | Singl | Hitparáda   | Umístění |
| ---- | ----- | ----------- | -------- |
| 1981 | "I"   | Pop Singles | 24       |

| Rok  | Singl | Hitparáda   | Umístění |
| ---- | ----- | ----------- | -------- |
| 1981 | "I"   | Pop Singles | 62       |

| Rok  | Singl | Hitparáda   | Umístění |
| ---- | ----- | ----------- | -------- |
| 1981 | "I"   | Pop Singles | 48       |